# Обиньи-ан-Артуа (кантон)

Кантон Обиньи-ан-Артуа в составе округа

Обиньи-ан-Артуа (фр. Aubigny-en-Artois) — упраздненный кантон во Франции, регион Нор-Па-де-Кале, департамент Па-де-Кале. Входил в состав округа Аррас.
В состав кантона входили коммуны (население по данным Национального института статистики за 2008 г.):
- Авердуен (266 чел.)
- Амбрин (211 чел.)
- Аньер (224 чел.)
- Бажу (303 чел.)
- Байэль-о-Корнай (256 чел.)
- Берль-Моншель (462 чел.)
- Бетонсар (167 чел.)
- Виллер-Брюлен (309 чел.)
- Виллер-Сир-Симон (132 чел.)
- Виллер-Шатель (118 чел.)
- Гуи-ан-Тернуа (167 чел.)
- Изель-ле-Амо (690 чел.)
- Камблен-л'Аббе (640 чел.)
- Камблинёль (333 чел.)
- Капель-Фермон (187 чел.)
- Ла-Комте (832 чел.)
- Ла-Тьелуа (454 чел.)
- Маньикур-ан-Конт (624 чел.)
- Мезьер (165 чел.)
- Менговаль (201 чел.)
- Монши-Бретон (414 чел.)
- Обиньи-ан-Артуа (1 332 чел.)
- Пенен (418 чел.)
- Сави-Берлетт (959 чел.)
- Тенк (883 чел.)
- Тийуа-ле-Эрмавиль (224 чел.)
- Фревен-Капель (410 чел.)
- Фревилле (240 чел.)
- Шеле (285 чел.)
- Эрмавиль (536 чел.)

## Экономика
Структура занятости населения:
- сельское хозяйство — 8,4 %
- промышленность — 18,7 %
- строительство — 19,2 %
- торговля, транспорт и сфера услуг — 28,1 %
- государственные и муниципальные службы — 25,7 %

## Политика
На президентских выборах 2012 г. жители кантона отдали Николя Саркози в 1-м туре 27,9 % голосов против 24,9 % у Франсуа Олланда и 23,9 % у Марин Ле Пен, во 2-м туре в кантоне победил Саркози, получивший 52,6 % голосов (2007 г. 1 тур: Саркози — 29,4 %, Сеголен Руаяль — 21,9 %; 2 тур: Саркози — 55,2 %). На выборах в Национальное собрание в 2012 г. по 1-му избирательному округу департамента Па-де-Кале в 1-м туре они поддержали кандидата левых сил, члена Социалистической партии Жана-Жака Коттеля, набравшего 36,3 % голосов, но во 2-м туре отдали большинство голосов кандидату правого Союза за народное движение Мишелю Пети, получившему 50,2 %. (2007 г. 3-й округ. Жан-Клод Леруа (СП): 1 тур — 38,5 %, 2 тур — 53,6 %). На региональных выборах 2010 года в 1-м туре победил список социалистов, собравший 29,5 % голосов против 19,4 % у Национального фронта и 17,2 % у списка «правых». Во 2-м туре единый «левый список» с участием социалистов, коммунистов и «зелёных» во главе с Президентом регионального совета Нор-Па-де-Кале Даниэлем Першероном получил 46,5 % голосов, «правый» список во главе с сенатором Валери Летар занял второе место с 28,2 %, а Национальный фронт Марин Ле Пен с 25,3 % финишировал третьим.
|  | Кандидат          | Партия                         | % голосов |
|  | ----------------- | ------------------------------ | --------- |
|  | Жан-Мишель Десайи | Социалистическая партия        | 50,77     |
|  | Пьер Гийеман      | Правые партии                  | 32,89     |
|  | Кристоф Деу       | Союз за французскую демократию | 11,35     |
|  | Пьер Коолзае      | Национальный фронт             | 4,99      |